# 'Abd al-'Azim 'Anis
'Abd al-'Azim' Anis (1923–2009) (tiếng Ả Rập: عبد العظيم انيس) là một nhà phê bình văn hóa hàng đầu của Ai Cập và người theo chủ nghĩa Marx có liên quan đến Đảng Cộng sản Ai Cập. Ông bị giam trong các nhà tù Ai Cập từ đầu những năm 1960 do các hoạt động chính trị của mình. 'Anis kêu gọi "sự đoàn kết của tất cả các lực lượng dân tộc chủ nghĩa và tiến bộ, bao gồm cả những người cộng sản Ả Rập."
Các tác phẩm của ông bao gồm các bài tiểu luận và thư viết trong tù. Ông là đồng tác giả của Fi al-Thaqafa al-Misriyya (Về văn hóa Ai Cập), xuất bản lần đầu năm 1955, cùng với Mahmoud Amin al-'Alim.